# (7803) Adachi
(7803) Adachi est un astéroïde de la ceinture principale.

## Description
(7803) Adachi est un astéroïde de la ceinture principale. Il fut découvert le 4 mars 1997 à Ōizumi par Takao Kobayashi. Il présente une orbite caractérisée par un demi-grand axe de 2,79 UA, une excentricité de 0,05 et une inclinaison de 5,0° par rapport à l'écliptique.

## Compléments